# Бэнкс, Чико
Чико Бэнкс (англ. Chico Banks), настоящее имя Вернон Бэнкс (англ. Vernon X. Banks; 7 марта 1962, Чикаго, Иллинойс, США  — 3 декабря 2008, Чикаго, Иллинойс, США) — американский блюзовый гитарист, вокалист и автор песен. Номинант Blues Music Awards в номинации «Лучший дебют» (1998). Брат блюзового пианиста Стэнли Бэнкса. 

## Биография
Чико Бэнкс родился в Чикаго в 1962 году. Под впечатлением от таких музыкантов как Мэджик Сэм, Бадди Гай, Альберт Кинг, Джими Хендрикс, Отис Клей, Джордж Бенсон начал осваивать гитару. В середине 1970-х играл в школьной группе, исполнявшей блюзовые каверы. 
Чико Бэнкс за свою карьеру работал с Мелвином Тейлором, Джеймсом Коттоном (с которым в 2000-х гастролировал в Европе), Литтл Милтоном, Мэджиком Слимом и Биг Тайм Сарой, записал партию гитары в альбоме Long Way to Ol' Miss Вилли Кента (1996), а также в альбоме Back in Chicago Фредди Рулетта. 
В 1997 году выпустил свой дебютный альбом Candy Lickin’ Man, записанный с вокалом Мейвис Стейплз, и после его выхода был номинирован на Blues Music Awards в номинации «Лучший дебют».
В 2007 году Бэнкс перенес операцию по удалению дефекта сердечного клапана. В декабре 2008 года Чико Бэнкс умер в Чикаго в возрасте 46 лет. 
«Его мощная игра на электрогитаре игра заряжена молнией, вы можете найти её напоминающей Хендрикса. Тем не менее, стиль Чикаго также присутствует… Во многих его песнях есть традиционный чикагский блюз, но Чико Бэнкс часто расширяет свои горизонты, добавляя рок-н-ролльную нотку в песню».

## Дискография
- 1996:  Candy Lickin' Man (Evidence Records)
- 2008: Stray Kitty Kat (Chicago Street Sounds)